# Sosnowyj Bor (obwód kurski)
Sosnowyj Bor (ros. Сосновый Бор) – osiedle przy stacji kolejowej w zachodniej Rosji, w sielsowiecie bieliczańskim rejonu biełowskiego w obwodzie kurskim.

## Geografia
Miejscowość położona jest 3 km od centrum administracyjnego sielsowietu bieliczańskiego Bielica, 16 km od centrum administracyjnego rejonu Biełaja, 83 km od Kurska.
W granicach miejscowości znajdują się 54 domostwa.

## Demografia
W 2010 r. miejscowość liczyła sobie 60 mieszkańców.